# Ronde van Turkije 2007
De Ronde van Turkije 2007 (Turks: 2007 Cumhurbaşkanlığı Türkiye Bisiklet Turu) was de 43e editie van deze wielerwedstrijd die als meerdaagse koers werd verreden van zondag 6 tot en met zondag 13 mei in Turkije. Deze wedstrijd maakte deel uit van de UCI Europe Tour 2007.

## Deelnemende ploegen
Er namen 15 teams deel aan deze editie van de Ronde van Turkije.
| 3 UCI Pro-ploegen      | 7 UCI Continental-ploegen | 5 Landenploegen |
| ---------------------- | ------------------------- | --------------- |
| Giant Asia Racing Team | Kocaeli Brisaspor         | Turkije         |
| Dukla Trenčín–Merida   | Dinamo Secrom Bucuresti   | Bulgarije       |
| Velo-M-Hemus-Makedonya | Mirage                    | Servië          |
|                        | Jetpro Endspurt Mannheim  | Azerbaijan      |
|                        | Stamullen                 | Georgië         |
|                        | Tel-Aviv Cycling Club     |                 |
|                        | Türkiye B                 |                 |

## Etappe-overzicht
| Etappe | Datum       | Startplaats | Finishplaats | Afstand | Winnaar etappe   | Leider klassement |
| ------ | ----------- | ----------- | ------------ | ------- | ---------------- | ----------------- |
| 1      | 6 mei 2007  | İzmir       | İzmir        | 2,0 km  | Mahdi Nateghi    | Mahdi Nateghi     |
| 2      | 7 mei 2007  | İzmir       | Kuşadası     | 92,0 km | Sierd Steiginga  | Sierd Steiginga   |
| 3      | 8 mei 2007  | Kuşadası    | Bodrum       | 165 km  | Ivaïlo Gabrovski | Hossein Askari    |
| 4      | 9 mei 2007  | Bodrum      | Marmaris     | 165 km  | Ivaïlo Gabrovski | Hossein Askari    |
| 5      | 10 mei 2007 | Marmaris    | Fethiye      | 135 km  | Eugen Wacker     | Hossein Askari    |
| 6      | 11 mei 2007 | Fethiye     | Finike       | 189 km  | Zsolt Der        | Ján Šipeky        |
| 7      | 12 mei 2007 | Finike      | Antalya      | 115 km  | Ivailo Gabrovski | Ivaïlo Gabrovski  |
| 8      | 13 mei 2007 | Antalya     | Alanya       | 135 km  | Zsolt Der        | Ivaïlo Gabrovski  |

## Eindstand

### Algemeen klassement
| Plaats           | Naam                        | Ploeg                  | Tijd      |
| ---------------- | --------------------------- | ---------------------- | --------- |
| Lichtblauwe trui | Ivaïlo Gabrovski            | Velo-M-Hemus-Makedonya | 26u35'11" |
| 2                | Ján Šipeky                  | Dukla Trenčín–Merida   | + 01' 40" |
| 3                | Hossein Askari              | Giant Asia Racing Team | + 02' 21" |
| 4                | Mert Mutlu                  | Kocaeli Brisaspor      | + 02' 34" |
| 5                | Ghader Mizbani              | Giant Asia Racing Team | + 02' 52" |
| 6                | Sarai Ahad Kazemi           | Giant Asia Racing Team | z.t.      |
| 7                | Pavel Nevdakh               | Kocaeli Brisaspor      | + 03' 01" |
| 8                | Svetoslav Kirilov Tchanliev | Kocaeli Brisaspor      | + 03' 05" |
| 9                | Eugen Wacker                | Kocaeli Brisaspor      | + 04' 14" |
| 10               | Bakhtiyar Mamyrov           | Kocaeli Brisaspor      | + 04' 44" |

### Puntenklassement
| Plaats      | Naam             | Ploeg   | Punten |
| ----------- | ---------------- | ------- | ------ |
| Groene trui | Andriy Gladkyy   | Mirage  | 23     |
| 2           | Aleksandar Dukic | Servië  | 22     |
| 3           | Selçuk Türkçetin | Turkije | 17     |

### Bergklassement
| Plaats    | Naam            | Ploeg                  | Punten |
| --------- | --------------- | ---------------------- | ------ |
| Rode trui | Hossein Askari  | Giant Asia Racing Team | 23     |
| 2         | Žolt Dér        | Servië                 | 21     |
| 3         | Stefan Freivolt | Dukla Trenčín–Merida   | 16     |

2000 ·
2001 ·
2002 ·
2003 ·
2004 ·
2005 ·
2006 ·
2007 ·
2008 ·
2009 ·
2010 ·
2011 ·
2012 ·
2013 ·
2014 ·
2015 ·
2016 ·
2017 ·
2018 ·
2019 ·
2020 ·
2021 ·
2022 ·
2023 · 2024